# Diane Morel
Diane Morel (née en 1974) est une réalisatrice et scénariste française. Elle a réalisé deux films dans les années 2000.

## Carrière
Diane Morel a écrit et réalisé deux courts-métrages : Les Bûchers qu'on ignore, coréalisé avec Vanessa Bertran, et Prix Kieslowski 2000, ainsi que Mon Beau Sapin. Elle est scénariste de séries d'animation telles que Mila raconte 1001 Histoires, Mikido, Nelly et César, Geronimo Stilton, Le Petit Nicolas, Tara Duncan, Le Petit Prince, Peter Pan, Code Lyoko Évolution, Oum le dauphin blanc, K3, La Tribu Moncchichi, Gigantosaurus, Mumfie. Elle signe la bible littéraire de Oui-Oui enquêtes au Pays des jouets et Splat et Harry. Elle a dirigé l'écriture de Nelly et César, Petit Lapin Blanc, K3, Les Aventures de Nils Holgersson, Rocky Kwaterner, Le Petit Prince et ses amis et Les Trois Mousquetaires. 
Diane Morel a également signé deux études universitaires, la première sur La Règle du jeu de Jean Renoir, et l'autre sur Eyes Wide Shut de Stanley Kubrick, "Eyes wide shut, au cœur du labyrinthe".
Diane Morel publie en mai 2024 son premier roman, un roman policier historique intitulé Le Mystère Nerval aux éditions Fayard, puis en mai 2025 en poche aux éditions 10/18. Le roman est lauréat du Prix du roman noir 2025 et finaliste du Prix Paragraphe et du Grand Prix littéraire de l'Académie nationale de pharmacie 2025. 

## Filmographie
- Les Bûchers qu'on ignore, 7 min, coréalisé avec Vanessa Bertran, prod. Nada, diff° France 5, avec Firmine Richard.
- Mon Beau Sapin, 13 min, prod. Local Films